# Pompu
Pompu (sardisk: Pòmpu) er en by og en kommune (comune) i provinsen Oristano i regionen Sardinien i Italien. Byen ligger i 147 meters højde og har 257 indbyggere (2016). Kommunen har et areal på 5,32 km² og grænser til kommunerne Curcuris, Masullas, Morgongiori, Simala og Siris.